# 2-Metiltetraidrofurano
2-Metiltetraidrofurano é um composto orgânico com a fórmula molecular CH3C4H7O. É um líquido móvel altamente inflamável. É principalmente usado como um substituinte para o THF e aplicações especializadas por sua melhor performance, tal como obter temperaturas de reação mais altas, ou separações mais fácveis devido a seus solubilidade. É derivado do furfural e é utilizável como biocombustível.

## Estruturas e propriedades
2-Metiltetraidrofurano é "inversamente solúvel" em água. Ou seja, a sua solubilidade diminui com o aumento da temperatura, o que é uma propriedade rara. 2-Metiltetraidrofurano comporta-se, tal como o tetraidrofurano, como uma base de Lewis em reações organometálicas.

## Preparação
2-Metiltetraidrofurano é usualmente sintetizado por hidrogenação catalítica do furfural.
OC4H3CHO  + 4 H2 → OC4H7CH3   + H2O
Furfural é produzido pela digestão catalisada por ácido de açúcares pentosanos, C5 polisacarídeos, em biomassa. Então, as matérias-primas do 2-metiltetraidrofurano são biomassas renováveis ricas em celulose, hemiceluloses e lignina, tais como espigas de milho ou bagaço e outros resíduos vegetais e agrícolas.
2-Metiltetraidrofurano pode também ser produzido partindo-se do ácido levulínico. Ciclização e redução resultam em γ-valerolactona:
Esta lactona pode ser hidrogenada a 1,4-pentanediol, o qual pode ser desidratado resultando em 2-metiltetraidrofurano:
2-Metiltetraidrofurano tem um estereocentro, logo existe em duas formas enantioméricas. O processo comercial envolvendo a hidrogenação resulta em uma mistura racêmica dos dois. A síntese assimétrica de (S)-(+)-2-metiltetraidrofurano pode ser obtida usando-se um complexo de "lã" de ródio como um catalisador quiral para a hidrogenação de metilfurano.

## Aplicações
2-Metiltetraidrofurano é principalmente utilizado como um substituto de ponto de ebulição superior para o tetraidrofurano como um solvente especial, popular, embora mais caro. É também utilizado na formulação de eletrólito eletrodos de lítio secundários e como um componente em combustíveis alternativos. É um solvente valioso para reações a baixa temperatura. 2-Metiltetraidrofurano forma um vidro, que não cristaliza, e é frequentemente usado como um solvente para estudos espectroscópicos a −196 °C.
Outros usos comuns de 2-metiltetraidrofurano é como um solvente para reagentes de Grignard usados em processos químicos organometálicos e bifásicos, por causa da habilidade do átomo de oxigênio em coordenar-se ao componente íon magnésio do reagente de Grignard, ou a produtos secos azeotropicamente. O uso de 2-metiltetraidrofurano fornece separações de fases água-orgânico muito definidas.
2-Metiltetraidrofurano tem um número de octano de 74 ou 87. É aprovado pelo Departamento de Energia dos Estados Unidos como um aditivo para gasolina. Furfural e outros compostos furila parcialmente hidrogenados e reduzidos entre ele e 2-metiltetraidrofurano (álcool furfurílico, letilfurano, álcool tetraidrofurfural) tem uma tendência a polimerizar-se e serem bastante voláteis. 2-Metiltetraidrofurano em si, entretando, é mais estável e menos volátil, sendo então adequado para uso como combustível para motores.